# Jonas Records
Jonas Records to wytwórnia płytowa założona przez amerykański zespół pop rockowy w 2009 roku.

## Historia
7 lipca Jonas Brothers ogłosili że podpisali kontrakt z zespołem Honor Society.15 września Jonas Records wydał debiutancki album zespołu, który zadebiutował na 18 miejscu listy Billboard. Był to pierwszy wielki sukces wytwórni.

## Artyści
- Jonas Brothers (2009 - dalej)
- Demi Lovato (2009 - dalej)
- Honor Society (2009 - dalej)
- Nick Jonas and the Administration (2009 - dalej)
- Anna Maria Perez de Taglé (2009 - dalej)
- Jordan Pruitt (2009 - dalej)
- Meaghan Jette Martin (2009 - dalej)
- Katelyn Tarver (2010 - dalej)